# Svetlana Ganina
Svetlana Grigorjevna Ganina (Russisch: Светлана Григорьевна Ганина) (Nizjni Novgorod, 11 juli 1978) is een Russisch professioneel tafeltennisspeelster. Samen met Viktoryja Pawlovitsj uit Wit-Rusland won ze in Belgrado 2007 het Europees kampioenschap voor vrouwendubbel. De Russische stond met de nationale vrouwenploeg dat jaar ook in de eindstrijd van het landentoernooi, maar verloor daarin van Hongarije.
Ganina bereikte in mei 2007 haar hoogste positie op de ITTF-wereldranglijst, toen ze 34e stond.

## Sportieve loopbaan
Ganina maakte haar internationale (senioren)debuut op het Italië Open 1998, een onderdeel van de ITTF Pro Tour. Daarop won ze in 2004 samen met Pavlovitsj het dubbelspeltoernooi van de Denemarken Open en in 2010 dat van het Slovenië Open. De Russische kwalificeerde zich dat jaar ook voor het enkelspel van de ITTF Pro Tour Grand Finals, waarin ze tot de laatste zestien kwam.

Ganina speelde haar eerste EK in Zagreb 2002, waarop ze evenals in Courmayeur 2003 en Aarhus 2005 de halve finale van het vrouwendubbel bereikte. In 2007 speelde ze haar eerste twee EK-finales. Hoewel die met de landenploeg verloren ging tegen Hongarije, behaalde ze samen met Pavlovitsj wel goud in het dubbelspeltoernooi door daarin het Hongaarse duo Georgina Pota/Krisztina Tóth te verslaan.
Ganina vertegenwoordigde haar land op de Olympische Zomerspelen 2004 in zowel het enkel- als dubbelspel. Daarbij kwam ze tot de laatste 32 in het individuele toernooi en tot de laatste zestien bij de dubbels. Hoewel de Russische ook afgevaardigd werd naar de Olympische Zomerspelen 2008 kwam ze daarop niet in actie.